# Джоди Лин О'Кийф

Джоди Лин О'Кийф (* 10 октомври 1978 в Клифууд Бийч, Ню Джърси) е американска актриса и фотомодел.
На 17-годишна възраст играе ролята на Касиди Бриджис в сериала Наш Бриджис. Също така има многобройни изяви и в други сериали, например Дарма и Грег. Става известна с игралния филм Тя е върхът (She's All That). През 2007 е едно от главните действащи лица в успешния сериал Бягство от затвора.

## Филмография

### Телевизия
- 1996-2001: Наш Бриджис
- 2002: Дарма и Грег
- 2004: Ясновидката Тру
- 2004: Двама мъже и половина
- 2007: От местопрестъплението: Ню Йорк
- 2007-2009: Бягство от затвора
- 2009: Теория за Големия взрив
- 2010: Изгубени (сериал)
- 2015: „Дневниците на вампира“ (сериал)

### Филми
- 1998: Хелоуин: 20 години по-късно
- 1999: Тя е върхът
- 2000: Гарванът III